# Talismán Tour
Es la décima gira que realizó la banda de heavy metal argentino Rata Blanca. Es aquella que se realizó entre el 22 de agosto de 2008 y el 23 de abril de 2011. Fue hecha para promocionar el disco El reino olvidado, lanzado el día anterior al primer concierto. La gira de este disco los llevó por distintos puntos del país y otros países más. En esta gira, la presentación más importante fue el 5 de junio de 2009 en el estadio Luna Park, con Tarja Turunen como invitada. Luego del concierto, la banda siguió recorriendo el país con el disco. El regreso al estadio Luna Park se dio el 16 de octubre de 2009, esta vez sin Tarja Turunen. En medio de esta gira, la banda participó del Pepsi Music 2008, realizado en el Club Ciudad de Buenos Aires, ya que el estadio de River estaba siendo utilizado para los espectáculos deportivos y no estaba habilitado para conciertos. Luego de haber finalizado la gira, que duró dos años y 4 meses, la banda lanzó en junio de 2011 el disco XX Aniversario Magos, Espadas y Rosas.

## Lanzamiento del disco y gira

### 2008: Llegada deEl reino olvidadoy nuevo tour
El 21 de agosto de 2008 sale este disco, que fue grabado en febrero y junio de ese año. Contiene 12 temas. 11 de ellos son cantados, mientras que el séptimo tema es solamente un instrumental. Se titula Madre Tierra, y es el único que no tiene letra. Este disco marca el regreso de la banda a los instrumentales. El último álbum con temas instrumentales fue Rata Blanca VII, que termina con el instrumental Líbranos del mal. Fue grabado, al igual que el disco La llave de la puerta secreta, en los estudios La Nave de Oseberg. Al igual que algunos discos de la banda, este disco se transformó en disco de oro antes de salir a la venta. La apertura de este disco cuenta con la famosa cantante Nayla Scalia, para luego darle paso a la canción que le da título a este disco. El nombre de esta gira se debe a la cuarta canción de este disco, que justamente se llama Talismán. Este es el último álbum en español con Hugo Bistolfi en los teclados. Por eso, la formación es la siguiente: Walter Giardino (guitarra), Adrián Barilari (voz), Guillermo Sánchez (bajo), Fernando Scarcella (batería) y Hugo Bistolfi (teclados). La gira de este disco dio comienzo el 22 de agosto de ese año en Olavarría, y luego tocaron en Junín el día 23. El 27 y 28 de agosto tocaron en Rosario, dando así dos conciertos en el Teatro Broadway.  El 29 de agosto inician un periplo de 3 fechas por Bolivia. Finalizó el 31 de agosto. El 6 de septiembre tocan en Chile, y los días 8 y 9 tocan en Argentina nuevamente. Los conciertos tuvieron lugar en La Trastienda Club. Luego partieron otra vez hacia Rosario para hacer un tercer show en el Teatro Broadway, y volvieron a Córdoba después de un tiempo. Tocaron en Río Cuarto y en la capital los días 11 y 12 de septiembre. El 14 de septiembre tocan en el estadio de Central Córdoba, en la Provincia de Tucumán. Repitieron en La Trastienda nuevamente el 16 y 23 de septiembre, tocan en el Canal de la Música el día 24 y luego, después de dos años, tocan en el Teatro de Verano, cuyo recital se desarrolló el 25 de septiembre. El último concierto en ese teatro fue el 9 de junio de 2006 en la presentación de La llave de la puerta secreta. El 27 de septiembre volvieron a la Argentina para dar un concierto en la Estación Megadisco de Salta. El recital iba a ser el 14 de septiembre, pero por motivos ajenos a la banda, se postergó para 13 días después. En su lugar, tocaron en Tucumán, como dijimos antes. El 11 de octubre tocaron nuevamente en Núñez, pero surgió un nuevo cambio de lugar ya que el estadio de River estaba siendo utilizado para espectáculos deportivos. La sede elegida fue el Club Ciudad de Buenos Aires, en donde participaron del Pepsi Music 2008. El 24 y 25 de octubre tocaron en Guatemala y Nicaragua, y luego entre noviembre y diciembre visitaron nuevamente México, para despedir un excelente año.

### 2009: Regreso alLuna Park, nuevos conciertos y posterior llegada deDoogie White
Comienzan el año 2009 tocando entre marzo y abril en los Estados Unidos, hasta que el 5 de junio se presentaron, luego de muchos años, en el estadio Luna Park. El recital fue realizado como motivo de la presentación oficial del disco El reino olvidado, disco que salió en 2008, y contó con la participación de Tarja Turunen en un tema de Deep Purple (Child in time), Rompe el hechizo y Guerrero del arco iris. Luego llenaron durante dos noches consecutivas el Teatro Broadway de Rosario, donde habían tocado el año anterior, días después de haber dado sus conciertos en Córdoba y Neuquén los días 12, 13 y 21 de junio. Luego de los shows, la banda encaró la ruta aérea hacia España para dar tres conciertos: uno en Cáceres el 3 de julio, uno en Sevilla el 4 de julio y otro en Pravia el 10 de julio. Meses después volvieron a la Argentina para dar dos conciertos en Chubut. El 10 de octubre volvieron a Rosario, luego tocaron en Las Flores y a pedido de su público, se produjo el regreso al Luna Park el día 16 de octubre. El 17 y 18 de ese mes tocaron en Junín y Mar del Plata. A fines de ese mes sale la versión en inglés de El reino olvidado, con Doogie White en voces. Volvieron en noviembre a México para brindar una serie de conciertos, y finalmente, para despedir el año, tocaron en Perú el 5 de diciembre y en Mercedes el 13 de diciembre.

### 2010
Comienzan el año 2010 con la noticia de la separación de Hugo Bistolfi de la banda. La salida se debió a una pelea con Walter Giardino. Tocan el 23 de abril en Trelew, el 24 de abril en Comodoro Rivadavia y el 26 de abril en Esquel, siendo estos los primeros conciertos con Danilo Moschen en los teclados. En un principio, se postulaba Miguel de Ípola para regresar a la banda, después de su paso por Los Piojos y luego por Ciro y los Persas, pero optaron por elegir al santafesino, oriundo de Malabrigo y con un paso enorme por diversas bandas del género. El 30 tocaron en Río Negro. A comienzos de mayo, la banda regresó a Neuquén para dar un espectáculo arrasador, nuevamente en Bloke como en el 2009. El 7 volvieron a tocar en Perú, después de 5 meses. El recital tuvo lugar en el Auditorio del Parque de la Exposición, de la capital peruana. El 13 y 15 de mayo tocaron en el Auditorio Ángel Bustelo de Mendoza y en el estadio de Tiro Federal en Catamarca. Los días 18, 19, 21, 28 y 29 de mayo se presentó la versión en inglés de El reino olvidado, titulada The Forgotten Kingdom. Los recitales tuvieron lugar en La Trastienda, La Vieja Usina de Córdoba y el Teatro Broadway de Rosario. La llegada temporal de Doogie se debió a que Barilari no tenía buena fonética en el idioma inglés. Entre julio y agosto, la banda realizaría una gira por México, pero por diversos motivos, fue postergada. El 17 de septiembre, la banda graba en la radio Rock & Pop el disco en vivo que conmemora los 20 años de la salida de Magos, espadas y rosas. Éste salió al año siguiente. 8 días después tocan en Entre Ríos, y el 30 de septiembre, 1 y 2 de octubre tocan en Colombia. En ese mismo mes regresan otra vez a la Argentina, presentándose el 8 y 9 de octubre en Santa Fe y Córdoba respectivamente. Al día siguiente, y luego de un año, la banda vuelve a Rosario para tocar en el Teatro Broadway. El 14 de octubre, y después de 5 años, se produjo el regreso de Rata a La Plata, ya que su última visita había sido en julio del 2005 en la gira de presentación de La llave de la puerta secreta. El 15 de octubre vuelven a Temperley, y luego, después de 19 años, vuelven a Flores para dar un show el día 16 de octubre en El Teatro. La última visita había sido en el '91, por la gira de presentaciones de Magos, espadas y rosas. El 29 de octubre regresan a Ecuador, para tocar en el estadio del Aucas, de Quito. Luego tocan en el Coliseo Jefferson Pérez Quezada. El 6 de noviembre hicieron un único concierto en México. Los días 9, 10 y 18 de diciembre tocaron nuevamente en La Plata, en Haedo por primera vez y luego en Flores. Este último recital no contó con Barilari en las voces, ni con Guillermo Sánchez, sino con Graham Bonnet y Greg Smith, en voz y bajo respectivamente. De este modo despiden el año.

### 2011
Comienzan el 2011 presentándose en el Predio Ferial de Hoyo de Epuyén el 16 de enero, en el marco de la Fiesta de la Fruta Fina. El 19 de enero vuelven a Mar del Plata, presentándose en GAP. El 22 tocan por primera vez en Sunchales, para ser más exactos en la discoteca LOW. El 26 de marzo, y luego de 4 años, vuelven a tocar en Venezuela para participar del GillmanFest 2011. El 23 de abril tocaron otra vez en Rosario, precisamente en el Teatro Broadway, en donde pusieron fin a la gira de El reino olvidado.

## Setlist
Representa el concierto en Olavarría del 22 de agosto de 2008
1. "Las voces del mar"
2. "El reino olvidado"
3. "Volviendo a casa"
4. "La otra cara de la moneda"
5. "El beso de la bruja"
6. "El círculo de fuego"
7. "Días duros"
8. "La llave de la puerta secreta"
9. "El guardián de la luz"
10. "71-06 (Endorfina)"
11. "Guerrero del arco iris"
12. "No es nada fácil (ser vos)"
13. "Talismán"
14. "La canción del guerrero"
15. "Cuando hoy es ayer"
16. "Un día más, un día menos"
17. "Sólo para amarte"
18. "Aún estás en mis sueños"
19. "Madre Tierra"
20. "Diario de una sombra"
21. "Si eres hijo del rock"
22. "Chico callejero"
23. "Mujer amante"
24. "La leyenda del hada y el mago"

## Conciertos
| Fecha                    | Ciudad                  | País           | Recinto                                 |
| ------------------------ | ----------------------- | -------------- | --------------------------------------- |
| América del Sur          |                         |                |                                         |
| 22 de agosto de 2008     | Olavarría               | Argentina      | Teatro Municipal                        |
| 23 de agosto de 2008     | Junín                   | Argentina      | Teatro San Carlos                       |
| 27 de agosto de 2008     | Rosario                 | Argentina      | Teatro Broadway                         |
| 28 de agosto de 2008     | Rosario                 | Argentina      | Teatro Broadway                         |
| 29 de agosto de 2008     | Santa Cruz de la Sierra | Bolivia        | Sonilum                                 |
| 30 de agosto de 2008     | Cochabamba              | Bolivia        | Estadio Félix Capriles                  |
| 31 de agosto de 2008     | La Paz                  | Bolivia        | Coliseo del Instituto Americano         |
| 6 de septiembre de 2008  | Santiago de Chile       | Chile          | Teatro Caupolicán                       |
| 8 de septiembre de 2008  | Buenos Aires            | Argentina      | La Trastienda Club                      |
| 9 de septiembre de 2008  | Buenos Aires            | Argentina      | La Trastienda Club                      |
| 10 de septiembre de 2008 | Rosario                 | Argentina      | Teatro Broadway                         |
| 11 de septiembre de 2008 | Río Cuarto              | Argentina      | Nueva Sala Fénix                        |
| 12 de septiembre de 2008 | Córdoba                 | Argentina      | Captain Blue XL                         |
| 14 de septiembre de 2008 | Tucumán                 | Argentina      | Estadio Central Córdoba                 |
| 16 de septiembre de 2008 | Buenos Aires            | Argentina      | La Trastienda Club                      |
| 23 de septiembre de 2008 | Buenos Aires            | Argentina      | La Trastienda Club                      |
| 24 de septiembre de 2008 | Buenos Aires            | Argentina      | Canal de la Música                      |
| 25 de septiembre de 2008 | Montevideo              | Uruguay        | Teatro de Verano                        |
| 27 de septiembre de 2008 | Salta                   | Argentina      | Estación Megadisco                      |
| 11 de octubre de 2008    | Buenos Aires            | Argentina      | Club Ciudad de Buenos Aires             |
| América Central          |                         |                |                                         |
| 24 de octubre de 2008    | Guatemala               | Guatemala      | Forum Mundo E                           |
| 25 de octubre de 2008    | Managua                 | Nicaragua      | Mundo E                                 |
| América del Norte        |                         |                |                                         |
| 15 de noviembre de 2008  | Tuxtla Gutiérrez        | México         | Explanada de la Feria Chiapas           |
| 16 de noviembre de 2008  | Puebla                  | México         | Pista La Capu                           |
| 21 de noviembre de 2008  | Guadalajara             | México         | Teatro Diana                            |
| 22 de noviembre de 2008  | León                    | México         | Teatro del Pueblo                       |
| 23 de noviembre de 2008  | Toluca                  | México         | Villa Charra                            |
| 27 de noviembre de 2008  | Monterrey               | México         | Café Iguana                             |
| 29 de noviembre de 2008  | Veracruz                | México         | Cueva del Club de Leones                |
| 4 de diciembre de 2008   | Ciudad de México        | México         | Teatro Metropólitan                     |
| 27 de marzo de 2009      | Oceanside               | Estados Unidos | The Show Palace                         |
| 28 de marzo de 2009      | Las Vegas               | Estados Unidos | El Rey                                  |
| 29 de marzo de 2009      | San Bernardino          | Estados Unidos | NOS Event Center                        |
| 2 de abril de 2009       | Salinas                 | Estados Unidos | Fox Theater                             |
| 4 de abril de 2009       | Fresno                  | Estados Unidos | Rainbow Ballroom                        |
| 9 de abril de 2009       | Austin                  | Estados Unidos | Zilker Park                             |
| 10 de abril de 2009      | Houston                 | Estados Unidos | Kahlua Bar                              |
| 11 de abril de 2009      | Dallas                  | Estados Unidos | Palladium Ballroom                      |
| 17 de abril de 2009      | Norcross                | Estados Unidos | Palladium Arena                         |
| 18 de abril de 2009      | Chicago                 | Estados Unidos | Aragon Ballroom                         |
| 19 de abril de 2009      | Nueva York              | Estados Unidos | Webster Hall                            |
| 24 de abril de 2009      | Passaic                 | Estados Unidos | Fiesta Night Club                       |
| 25 de abril de 2009      | Brooklyn                | Estados Unidos | Barclays Center                         |
| 26 de abril de 2009      | Queens                  | Estados Unidos | LA Boom                                 |
| América del Sur          |                         |                |                                         |
| 5 de junio de 2009       | Buenos Aires            | Argentina      | Estadio Luna Park                       |
| 12 de junio de 2009      | Córdoba                 | Argentina      | La Vieja Usina                          |
| 13 de junio de 2009      | San Francisco           | Argentina      | Salón de Bomberos Voluntarios           |
| 21 de junio de 2009      | Neuquén                 | Argentina      | Bloke Disco                             |
| 26 de junio de 2009      | Rosario                 | Argentina      | Teatro Broadway                         |
| 27 de junio de 2009      | Rosario                 | Argentina      | Teatro Broadway                         |
| Europa                   |                         |                |                                         |
| 3 de julio de 2009       | Cáceres                 | España         | Recinto Hípico                          |
| 4 de julio de 2009       | Sevilla                 | España         | Sala Q                                  |
| 10 de julio de 2009      | Pravia                  | España         | Recinto Deportivo de Agones             |
| América del Sur          |                         |                |                                         |
| 2 de octubre de 2009     | Puerto Madryn           | Argentina      | Viejo Palacio Aurinegro                 |
| 3 de octubre de 2009     | Comodoro Rivadavia      | Argentina      | Club Ingeniero Huergo                   |
| 10 de octubre de 2009    | Rosario                 | Argentina      | Teatro Broadway                         |
| 11 de octubre de 2009    | Las Flores              | Argentina      | Parque Plaza Montero                    |
| 16 de octubre de 2009    | Buenos Aires            | Argentina      | Estadio Luna Park                       |
| 17 de octubre de 2009    | Junín                   | Argentina      | Teatro San Carlos                       |
| 18 de octubre de 2009    | Mar del Plata           | Argentina      | GAP                                     |
| América del Norte        |                         |                |                                         |
| 6 de noviembre de 2009   | Cuautitlán              | México         | El Chango                               |
| 7 de noviembre de 2009   | Guadalajara             | México         | Teatro Estudio Cavaret                  |
| 8 de noviembre de 2009   | San Luis Potosí         | México         | Skyros                                  |
| 13 de noviembre de 2009  | Ciudad de México        | México         | Teatro Metropólitan                     |
| 14 de noviembre de 2009  | Huajuapan               | México         | Explanada del Tianguis                  |
| 15 de noviembre de 2009  | Puebla                  | México         | Salón Los Ángeles                       |
| 19 de noviembre de 2009  | Hermosillo              | México         | Expo Forum                              |
| 20 de noviembre de 2009  | Chihuahua               | México         | Arena Chihuahua                         |
| 21 de noviembre de 2009  | Tijuana                 | México         | El Foro                                 |
| 22 de noviembre de 2009  | Ecatepec                | México         | Centro Cívico                           |
| 27 de noviembre de 2009  | Monterrey               | México         | Café Iguana                             |
| América del Sur          |                         |                |                                         |
| 5 de diciembre de 2009   | Arequipa                | Perú           | Estadio Monumental UNSA                 |
| 13 de diciembre de 2009  | Mercedes                | Argentina      | Ex Instituto Martín Rodríguez           |
| 23 de abril de 2010      | Trelew                  | Argentina      | Gimnasio Municipal N.º 1                |
| 24 de abril de 2010      | Comodoro Rivadavia      | Argentina      | Club Ingeniero Huergo                   |
| 26 de abril de 2010      | Esquel                  | Argentina      | Gimnasio Municipal                      |
| 30 de abril de 2010      | Bariloche               | Argentina      | Club Bomberos Voluntarios               |
| 1 de mayo de 2010        | Neuquén                 | Argentina      | Bloke Disco                             |
| 7 de mayo de 2010        | Lima                    | Perú           | Parque de la Exposición                 |
| 13 de mayo de 2010       | Mendoza                 | Argentina      | Auditorio Ángel Bustelo                 |
| 15 de mayo de 2010       | Belén                   | Argentina      | Estadio Tiro Federal                    |
| 18 de mayo de 2010       | Buenos Aires            | Argentina      | La Trastienda Club                      |
| 19 de mayo de 2010       | Buenos Aires            | Argentina      | La Trastienda Club                      |
| 21 de mayo de 2010       | Buenos Aires            | Argentina      | La Trastienda Club                      |
| 28 de mayo de 2010       | Córdoba                 | Argentina      | La Vieja Usina                          |
| 29 de mayo de 2010       | Rosario                 | Argentina      | Teatro Broadway                         |
| 25 de septiembre de 2010 | Diamante                | Argentina      | Complejo Turístico Valle de la Ensenada |
| 30 de septiembre de 2010 | Bogotá                  | Colombia       | Teatro Astor Plaza                      |
| 1 de octubre de 2010     | Cali                    | Colombia       | Teatro Jorge Isaac                      |
| 2 de octubre de 2010     | Medellín                | Colombia       | Teatro Universidad                      |
| 8 de octubre de 2010     | Santa Fe                | Argentina      | Anfiteatro Parque Sur                   |
| 9 de octubre de 2010     | San Francisco           | Argentina      | Club Bomberos Voluntarios               |
| 10 de octubre de 2010    | Rosario                 | Argentina      | Teatro Broadway                         |
| 14 de octubre de 2010    | La Plata                | Argentina      | Teatro Sala Ópera                       |
| 15 de octubre de 2010    | Temperley               | Argentina      | Auditorio Sur                           |
| 16 de octubre de 2010    | Flores                  | Argentina      | El Teatro                               |
| 29 de octubre de 2010    | Quito                   | Ecuador        | Estadio del Aucas                       |
| 30 de octubre de 2010    | Cuenca                  | Ecuador        | Coliseo Jefferson Pérez Quezada         |
| América del Norte        |                         |                |                                         |
| 6 de noviembre de 2010   | Monterrey               | México         | Café Iguana                             |
| América del Sur          |                         |                |                                         |
| 9 de diciembre de 2010   | La Plata                | Argentina      | Teatro Sala Ópera                       |
| 10 de diciembre de 2010  | Haedo                   | Argentina      | Auditorio Oeste                         |
| 16 de enero de 2011      | Hoyo de Epuyén          | Argentina      | Predio Ferial                           |
| 19 de enero de 2011      | Mar del Plata           | Argentina      | GAP                                     |
| 22 de enero de 2011      | Sunchales               | Argentina      | LOW Disco                               |
| 26 de marzo de 2011      | Barquisimeto            | Venezuela      | Complejo Ferial Bicentenario            |
| 23 de abril de 2011      | Rosario                 | Argentina      | Teatro Broadway                         |

## Países visitados
- Argentina
- Uruguay
- Chile
- Venezuela
- Ecuador
- Perú
- Bolivia
- Estados Unidos
- México
- Colombia
- Guatemala
- Nicaragua
- España

## Otros conciertos
| Fecha                    | Ciudad       | País      | Recinto                     |
| ------------------------ | ------------ | --------- | --------------------------- |
| América del Sur          |              |           |                             |
| 17 de septiembre de 2010 | Buenos Aires | Argentina | Estudio Norberto Napolitano |
| 18 de diciembre de 2010  | Flores       | Argentina | El Teatro                   |

### Conciertos suspendidos y/o reprogramados
| Fecha                    | Ciudad, País      | Lugar                            | Motivo |
| ------------------------ | ----------------- | -------------------------------- | --- |
| 14 de septiembre de 2008 | Salta, Argentina  | Estación Megadisco               | El recital se suspendió por razones ajenas a la banda, y se pasó para el 27 de septiembre. |
| 30 de julio de 2010      | Cancún, México    | Estadio Fernando Toro Valenzuela | Suspendido por razones varias. Posiblemente reprogramado. |
| 31 de julio de 2010      | Mérida, México    | Campo Morelos, Puerto Progresoa  | El concierto fue suspendido por diversos motivos. Tocaron en esa ciudad el 29 de abril de 2018 en su XXX Aniversario Tour.                                                                         |
| 6 de agosto de 2010      | Querétaro, México | Plaza de Toros                   | Se suspendió por razones ajenas a la banda. Tocaron el 20 de abril de 2017 en la Gira de la Tormenta Eléctrica.                                                                                    |
| 8 de agosto de 2010      | Toluca, México    | Villa Charra                     | El concierto se suspendió por varios problemas. Tocaron en esa ciudad el 9 de septiembre de 2018 en su XXX Aniversario Tour.                                                                       |
| 13 de agosto de 2010     | Veracruz, México  | Rock Factory                     | El show se suspendió por varios motivos. Tocarían el 6 de septiembre de 2019 en su Tour Mundial 2019.                                                                                              |
| 14 de agosto de 2010     | Campeche, México  | Estadio Leandro Domínguez        | El concierto fue suspendido por razones varias. Tocarían el 30 de agosto de 2019 en su Tour Mundial 2019.                                                                                          |
| 15 de agosto de 2010     | Puebla, México    | Salón Los Ángeles                | Suspendido por razones desconocidas. Tocaron en Puebla el 22 de marzo de 2015 en el Tour 2015. |
| 30 de abril de 2011      | Arequipa, Perú    | Jardín de la Cerveza             | Suspendido por razones ajenas a la banda. Tocaron en esa ciudad el 5 de septiembre de 2014 en su Gira 2014. Tocaron en el Jardín de la Cerveza el 18 de agosto de 2018 en su XXX Aniversario Tour. |

## Formación durante la primera parte de la gira
- Adrián Barilari - Voz (1989-1993, 2000-Actualidad)
- Walter Giardino - Guitarra líder (1986-1997, 2000-Actualidad)
- Guillermo Sánchez - Bajo (1987-1997, 2000-2017)
- Hugo Bistolfi - Teclados (1989-1993, 2000-2010)
- Fernando Scarcella - Batería (2000-2023)

## Formación de la segunda parte de la gira
- Adrián Barilari - Voz (1989-1993, 2000-Actualidad)
- Walter Giardino - Guitarra líder (1986-1997, 2000-Actualidad)
- Guillermo Sánchez - Bajo (1987-1997, 2000-2017)
- Danilo Moschen - Teclados (2010-Actualidad)
- Fernando Scarcella - Batería (2000-2023)

### Invitados
- Tarja Turunen - Voces en tres temas del show en el Luna
- Doogie White - Voces en la presentación del disco en inglés